# رینا سافر
رینا سافر (انگلیسی: Rena Sofer؛ زادهٔ ۲ دسامبر ۱۹۶۸) هنرپیشه اهل ایالات متحده آمریکا است. وی از سال ۱۹۸۸ میلادی تا کنون مشغول فعالیت هنری بوده‌است.

## بخشی از فیلمشناسی
از فیلم‌ها و مجموعه‌های تلویزیونی که وی در آن نقش داشته‌است، می‌توان به آثار زیر اشاره کرد.
- غریبه‌ای در میان ما (۱۹۹۲)
- حفظ ایمان (۲۰۰۰)
- قاچاق (۲۰۰۰)
- ساینفلد (۱۹۹۷)
- دوستان (مجموعه تلویزیونی) (۲۰۰۲)
- سی‌اس‌آی: میامی (۲۰۰۳)
- قهرمان‌ها (مجموعه تلویزیونی) (۲۰۰۶–۲۰۰۷)
- ۲۴ (مجموعه تلویزیونی) (۲۰۰۷)
- دو مرد و نصفی (۲۰۰۸، ۲۰۱۰)
- مانک (۲۰۰۹)
- ذهن‌های مجرم (۲۰۰۹)
- استخوان‌ها (مجموعه تلویزیونی) (۲۰۱۰)
- ان‌سی‌آی‌اس (۲۰۱۰)
- امور پنهانی (۲۰۱۱–۲۰۱۲)
- دکتر هاوس (۲۰۱۲)
- روزی روزگاری (مجموعه تلویزیونی آمریکایی) (۲۰۱۳)
- جسور و زیبا (۲۰۱۳–تاکنون)